# 呂祖謙

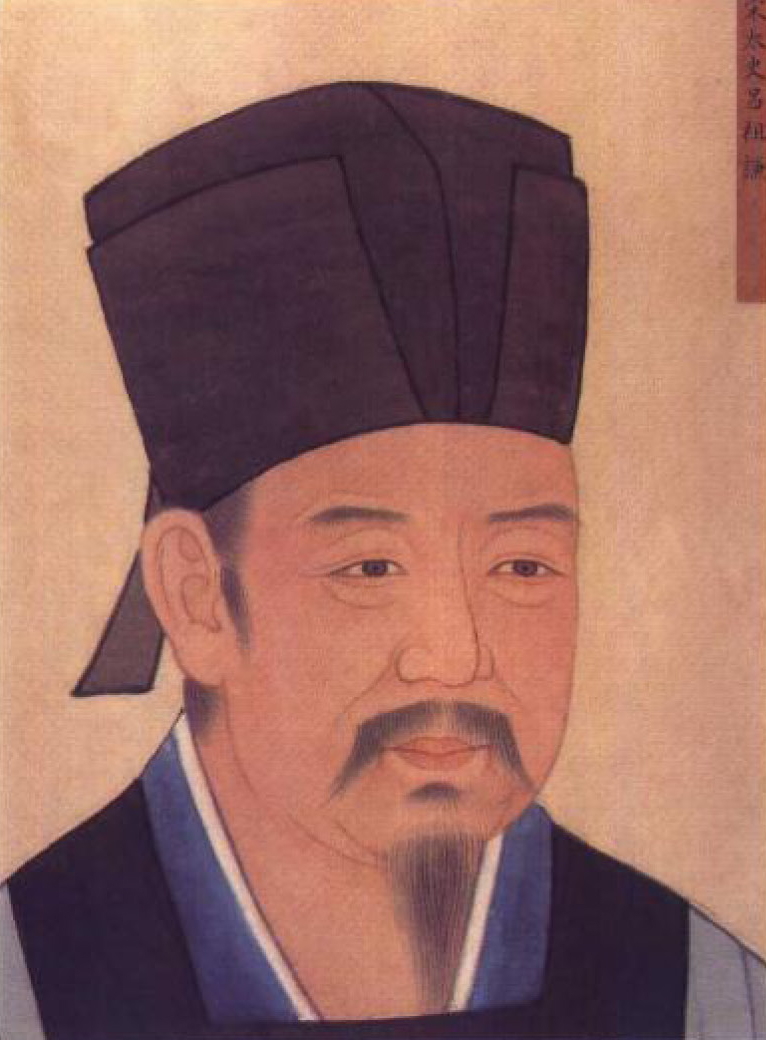
呂祖謙

呂 祖謙（りょ そけん、紹興7年3月17日（1137年4月9日）- 淳熙8年7月29日（1181年9月9日））は、中国南宋時代の儒学者で、朱子学の源流に位置する。字は伯恭。諡を成といい、のち忠亮と改めた。東萊先生と称される。婺州金華県の出身。

## 略伝
- 祖父の呂弸中は呂本中の弟。父の呂大器は右朝散郎であった（陸游『渭南文集』巻32「曽文清公墓誌銘」）。弟は呂祖倹。子は呂延年（中国語版）（末子）ら。孫に呂似之・呂守之ら。
- 学者の家に生まれ林之奇・汪応辰・胡憲などに学ぶ。隆興元年（1163年）に進士となり、同時に博学宏詞科にも合格する。
- 太常博士に国史院編修官・実録院検討官となり、領土の回復を孝宗に説き聖学について論じ、『徽宗実録』では政治についても述べている。
- 当時出版界では『聖宋文海』という誤謬の多い官書が出回り、孝宗が臨安府にこの本の校正・刊行を命じたが、側近の周必大はその事業が困難であると説いた。だが呂祖謙は仕事を完成させ『皇朝文鑑』の名を賜った。
- 淳熙5年（1178年）に官著作郎に任命され、国史院編修官を兼ねていたが、その年に54歳で没する。
- 同時代の張栻・朱子を友とし、東南の三賢と並び称された。博識で文辞が豊かであり、詩書春秋では古義を究め、十七史に通じていた。朱熹と対立する学説を主張する陸象山とを仲介し、対論させた（鵝湖の会）。
- 呂祖謙の家（河南呂氏）は名族として知られる。呂蒙正は宋王朝の科挙合格者で最初の宰相となり、その従兄弟の子である呂夷簡は仁宗朝で、その子呂公著は哲宗朝で宰相に至り、北宋で3名の宰相を輩出した。呂公著の孫呂好問は南宋成立期に尚書右丞に至ったが政争で失脚し、その子呂本中は秦檜に憎まれて官僚としては不遇であったが学者として名高かった。呂好問は呂祖謙の曾祖父、呂本中は大伯父（祖父の兄）にあたる。呂公著は旧法党の中心人物であり、その子孫は秦檜や韓侂冑に反対したことから政争に巻き込まれてたびたび失脚の憂き目をみた。呂祖謙も進士となったが、学者としての地位を歴任したために失脚こそはしなかったものの正七品の地位に留まっている。その結果、河南呂氏は政治家・官僚の家系としては衰退したものの、学者・文人の一族として名声を得るようになった[1]。

## 著作
- 『古周易』
- 『大事記』
- 『春秋左氏伝説』
- 『東萊左氏博議』
- 『少儀外伝』
- 『歴代制度詳説』
- 『呂氏家塾読詩記』
- 『書説』
- 『呂東萊先生文集』40巻
- 『古文関鍵』（編著）
- 『宋文鑑』（編著）
- 『近思録』 - 朱子との共編著で、後世最も読まれた。

## 参考史料
- 『宋史』434
- 『宋元学案』42／43